# Combat Records
La Combat Records è un'etichetta indipendente di New York, specializzata in thrash metal.

## Storia
Nata inizialmente come etichetta indipendente, nel 1989 venne acquisita dalla Megaforce Records.
Nello stesso anno, l'etichetta Noise Records firmò un accordo con Combat per la distribuzione di dischi negli Stati Uniti. Il suo rooster comprendeva le band Voivod, Celtic Frost, Helloween, Tankard e Running Wild.
L'etichetta divenne popolare per aver prodotto Killing Is My Business... And Business Is Good!, il primo album dei Megadeth, nel 1985; produsse inoltre tutti gli album della band fino al 1992.
Nel 1993, la Combat Records venne rilevata dalla Relativity Records, di proprietà della Sony Music Entertainment. Nel 2005, fu invece ceduta alla Plaion, mentre nel 2015 fece rirorno nel gruppo Sony, in seguito all'acquisizione da parte della Music for Nation.
Nel 2017, è stato annunciato che il bassista dei Megadeth, David Ellefson, con il partner Thom Hazaert, avrebbe acquisito Combat tramite l'EMP Label Group.
Il giorno di Capodanno del 2018, Ellefson ha annunciato che i Throw the Goat sono stati la prima nuova band ad essere firmata. Nel 2019, Ellefson e Hazaert hanno pubblicato ristampe di diversi titoli classici del catalogo Combat insieme a Century Media Records, comprese le pubblicazioni degli Exodus. Possessed e Dark Angel.

## Artisti principali
- Abattoir
- The Accüsed
- Agent Steel
- Circle Jerks
- Corrosion of Conformity
- Dark Angel
- Death
- The Exploited
- Exodus
- Faith or Fear
- Helstar
- Megadeth
- Mercyful Fate
- Morbid Angel
- Powermad
- Raven
- Savatage
- Venom